# 동원중학교 (경남)
동원중학교(東園中學校)는 대한민국 경상남도 통영시 광도면 죽림리에 있는 사립 중학교이다.

## 학교 연혁
- 1928년 6월 18일 : 통영협성상업강습소 설립(중등과정, 협성학원 교육부)
- 1945년 9월 1일 : 통영협성농상학원으로 교명 변경
- 1947년 2월 14일 : 통영협성농상학원 인수, 재단법인 송촌학당 설립(송병문 농지 34만평) 통영상업중학교 개교(북신동 조면공장)
- 1947년 2월 17일 : 초대 이종영 교장 취임
- 1948년 6월 25일 : 통영상업중학교 제1회 수료식(협성농상학원 입학생 수료)
- 1948년 8월 14일 : 재단법인 송촌학당 및 통영상업초급중학교 인가, 초대 송경훤 이사장 취임
- 1950년 5월 5일 : 통영상업중학교 제1회 졸업식(4년제 31명)
- 1950년 6월 1일 : 교육법 개정으로 통영상업중학교(중고 통합과정 4년제 8학급)으로 교명 변경
- 1950년 11월 18일 : 군대 주둔으로 동호동 가교사로 이전
- 1951년 7월 20일 : 통영상업중학교 제2회 졸업식(4년제 26명), 제3회 졸업식(3년제 72명)
- 1951년 8월 31일 : 용화중학교(3년제)로 교명 변경 및 통영상업고등학교 분리개교(3년제)
- 1951년 9월 1일 : 통영상업고등학교 개교(1학년 2학급, 2학년 1학급)
- 1952년 10월 22일 : 정량동 교사로 이전
- 1953년 3월 23일 : 통영상업고등학교 제1회 졸업식 거행(46명)
- 1954년 5월 6일 : 통영동중학교로 교명 변경
- 1964년 4월 24일 : 재단법인에서 학교법인으로 변경
- 2000년 12월 12일 : 제3대 장복만 이사장 취임
- 2000년 12월 30일 : 학교법인 동원송촌학당으로 변경 승인
- 2010년 4월 13일 : 통영시 광도면 죽림리 소재 신축학사 기공식
- 2011년 6월 21일 : 통영동중학교에서 동원중학교로 교명 변경(2012.03.01. 시행)
- 2012년 2월 14일 : 학교법인 동원송촌학당에서 학교법인 동원학당으로 변경 인가
- 2012년 3월 1일 : 동원중학교로 교명 변경
- 2012년 9월 5일 : 신축학사 준공식(개교기념일로 지정)
- 2013년 3월 4일 : 동원체육관 개관
- 2014년 2월 25일 : 교과교실제 도입학교(선진형) 교실 및 홈베이스 구축
- 2014년 3월 3일 : 선진형 교과교실제 시행

## 주요 실적
- 2015년 : 스쿨순찰대 '전국 1위 최우수학교 선정'
- 2016년 : 교육부 주관 '전국 100대 우수 방과후학교 선정'
- 2017년 : 학부모 동아리 활동 우수학교 교육감상 수상
- 2017년 : 자유학기제 우수학교 교육부장관상 수상
- 2018년 : 봉사활동 우수학교 교육감상 수상
- 2018년 : 학부모교육활성화 우수학교 교육부장관상 수상
- 2019년 : 학교예술교육 활성화 유공 교육부장관상 수상
- 2020년 : 생태환경교육 우수학교 교육감 표창
- 2020년 : 온라인콘텐츠활용 교과서 선도학교 선정
- 2021년 : 경상남도 '미래학교 모델학교' 선정
- 2021년 : 미래교육 모델학교 경상남도 교육감 표창
- 2022년 : 베트남 탄숸중학교 국제 상호교육 교류 협약 체결
- 2024년 : 학교도서관, 보건실, 정보교육실 공간혁신사업 완료
- 2024년 : 경상남도교육청 자율학교 선정
- 2024년 : 중국 산동성 청도 37중학교 국제교육교류 협약 체결
- 2025년 2월 4일 : 제77회 졸업식(졸업생 178명, 누적 총 졸업생 16,395명)
- 2025년 3월 1일 : 제 17대 임도헌 교장 취임(2025학년도 신입생 6학급, 154명)

## 참고 자료
- 동원중학교 - 한국교육학술정보원 학교알리미